# 金沢ヤングチャンピオン
金沢ヤングチャンピオン（かなざわヤングチャンピオン）は、金沢競馬場ダート1700mで施行される地方競馬の重賞競走（平地競走）である。正式名称は「テレビ金沢杯 金沢ヤングチャンピオン」、テレビ金沢が優勝杯を提供している。

## 概要
1999年に金沢競馬場のダート1700mのサラブレッド系4歳（現3歳）の馬齢重量の重賞競走「テレビ金沢杯 サラブレッドヤングチャンピオン」として創設され、創設当初は1月上旬に開催。北陸の明け4歳（現3歳）チャンピオン決定戦として位置付けられた。2002年は積雪による影響で開催されなかった。
2004年は年に2回開催となり、さらに2004年度（第7回）以降の施行時期が11月末から12月上旬に変更され、北陸の2歳チャンピオン決定戦として位置付けられ、かつ負担重量が「馬齢重量」から「定量」に変更、2009年からは「定量」から「別定」に変更された。2012年からは定量（馬齢）で、2024年に「馬齢・賞金別定」となった。
2024年現在、HITスタリオンシリーズに指定されている。
JRA認定競走としても施行されている。

### 条件・賞金等（2024年）
出走条件
サラブレッド系2歳、金沢所属（本年度出走実績が必要。他地区からの出走歴のある転入馬は、金沢で未出走でも出走できる）
負担重量
馬齢・賞金別定。55kg、牝馬1kg減を基本に、番組賞金（2歳馬換算賞金）最下位馬を定量に番組賞金250万円毎に2kgを上限に1kg負担増となる。
賞金等
1着300万円、2着96万円、3着48万円、4着36万円、5着30万円、着外手当8万円。
レッドルゼルの次年度配合権利が優勝馬馬主への副賞となっている。

## 歴史
- 1999年 - 金沢競馬場のダート1700mのサラブレッド系4歳（現3歳）の馬齢重量の重賞競走「テレビ金沢杯 サラブレッドヤングチャンピオン」として創設。
- 2001年 - 馬齢表示の国際基準への変更に伴い、出走資格が「サラブレッド系4歳の北陸所属馬」から「サラブレッド系3歳の北陸所属馬」に変更。
- 2002年 - 積雪の影響で開催中止。
- 2003年
  - 加藤和義が騎手として史上初の連覇。
  - 南昭造が調教師として史上初の連覇。
- 2004年
  - この年のみ、年2回開催で、2004年度（第7回）以降の施行時期を1月から11月末～12月上旬に変更。それに伴い、出走資格も「サラブレッド系3歳の北陸所属馬」から「サラブレッド系2歳の北陸所属馬」に変更。
  - 2004年度（第7回）以降の負担重量を「馬齢」から「定量」に変更。
- 2005年
  - 名称を「テレビ金沢杯 ヤングチャンピオン」に変更。
  - 中川一男が調教師として史上2人目の連覇。
- 2007年 - 名称を「テレビ金沢杯 サラブレッドヤングチャンピオン」に戻す。
- 2008年 - 名称を「テレビ金沢杯 ヤングチャンピオン」に再度変更。
- 2009年 - 負担重量を「定量」から「別定」に変更。
- 2011年
  - 吉原寛人が騎手として史上2人目の連覇。
  - 宗綱泰彦が調教師として史上3人目の連覇。
- 2012年
  - 名称を現在の「テレビ金沢杯 金沢ヤングチャンピオン」に変更。
  - 負担重量を「定量」に変更。

## 歴代優勝馬
| 回数   | 施行日         | 優勝馬             | 性齢     | 所属     | タイム   | 優勝騎手 | 管理調教師 |
| ------ | -------------- | ------------------ | -------- | -------- | -------- | -------- | ---------- |
| 第1回  | 1999年1月5日   | ゴルデンコーク     | 牡3      | 金沢     | 1:52.2   | 長嶋和彦 | 中川一雄   |
| 第2回  | 2000年1月4日   | シュウタイセイ     | 牡3      | 金沢     | 1:50.0   | 山中利夫 | 藤木一男   |
| 第3回  | 2001年1月4日   | ファイテングボーイ | 牡3      | 金沢     | 1:51.5   | 加藤和義 | 南昭造     |
| 第4回  | 2002年1月8日   | 開催中止           | 開催中止 | 開催中止 | 開催中止 | 開催中止 | 開催中止   |
| 第5回  | 2003年1月7日   | ケイティグリーン   | 牝3      | 金沢     | 1:53.8   | 加藤和義 | 南昭造     |
| 第6回  | 2004年1月4日   | キタノオペラ       | 牝3      | 金沢     | 1:51.5   | 平瀬城久 | 鈴木正也   |
| 第7回  | 2004年12月5日  | メジャービクトリー | 牝2      | 金沢     | 1:55.6   | 米倉知   | 中川一男   |
| 第8回  | 2005年12月4日  | センパツトモ       | 牝2      | 金沢     | 1:51.5   | 中川雅之 | 中川一男   |
| 第9回  | 2006年12月3日  | マツノショウマ     | 牡2      | 金沢     | 1:54.0   | 桑野等   | 小原典夫   |
| 第10回 | 2007年12月2日  | ソルトバイオ       | 牡2      | 金沢     | 1:53.6   | 畑中信司 | 高橋道雄   |
| 第11回 | 2008年11月30日 | キヌガサダイヤ     | 牝2      | 金沢     | 1:53.5   | 堀場裕充 | 加藤和宏   |
| 第12回 | 2009年11月29日 | ファインスター     | 牝2      | 金沢     | 1:50.9   | 鬼束亮   | 岩切敏男   |
| 第13回 | 2010年11月28日 | ザハヤテオー       | 牡2      | 金沢     | 1:53.1   | 吉原寛人 | 宗綱泰彦   |
| 第14回 | 2011年12月13日 | ジュウワンブライト | 牝2      | 金沢     | 1:51.2   | 吉原寛人 | 宗綱泰彦   |
| 第15回 | 2012年12月23日 | ミカワジェイド     | 牡2      | 金沢     | 1:52.5   | 吉田晃浩 | 佐藤茂     |
| 第16回 | 2013年12月17日 | イグレシアス       | 牝2      | 金沢     | 1:51.0   | 吉原寛人 | 中川雅之   |
| 第17回 | 2014年11月30日 | アロマベール       | 牡2      | 金沢     | 1:51.6   | 平瀬城久 | 金田一昌   |
| 第18回 | 2015年11月29日 | ヤマノカミ         | 牡2      | 金沢     | 1:50.3   | 佐藤友則 | 中川雅之   |
| 第19回 | 2016年11月27日 | ヤマミダンス       | 牝2      | 金沢     | 1:51.9   | 青柳正義 | 中川雅之   |
| 第20回 | 2017年11月26日 | ノブイチ           | 牡2      | 金沢     | 1:51.6   | 中島龍也 | 鈴木長次   |
| 第21回 | 2018年12月2日  | アイオブザタイガー | 牡2      | 金沢     | 1:50.2   | 畑中信司 | 中川雅之   |
| 第22回 | 2019年11月24日 | エムティエーレ     | 牝2      | 金沢     | 1:51.1   | 栗原大河 | 佐藤茂     |
| 第23回 | 2020年11月22日 | アイバンホー       | 牡2      | 金沢     | 1:50.8   | 中島龍也 | 金田一昌   |
| 第24回 | 2021年11月28日 | エムティアンジェ   | 牝2      | 金沢     | 1:47.6   | 栗原大河 | 佐藤茂     |
| 第25回 | 2022年11月27日 | ショウガタップリ   | 牝2      | 金沢     | 1:49.8   | 吉原寛人 | 芳賀克也   |
| 第26回 | 2023年11月21日 | リメンバーアポロ   | 牡2      | 金沢     | 1:46.6   | 中島龍也 | 佐藤茂     |
| 第27回 | 2024年11月19日 | ダンナイ           | 牡2      | 金沢     | 1:50.2   | 吉田晃浩 | 野田幸雄   |

※馬齢は2000年以前についても現表記に統一した。

### 各回競走結果の出典
- ヤングチャンピオン　歴代優勝馬 - 地方競馬全国協会